# Ajlabun
Ajlabun (hebr. עיילבון, arab. عيلبون, Ailabun; oficjalna pisownia w ang. Eilabun) – samorząd lokalny położony w Dystrykcie Północnym, w Izraelu.

## Położenie
Miasteczko leży w Dolinie Bejt Netofa, na południowy wschód od Jeziora Tyberiadzkiego, w odległości około 17 kilometrów na północny wschód od miasta Nazaret. W jego otoczeniu znajduje się miasteczka Bu’ejne Nudżejdat, Dejr Channa i Maghar, kibuc Lawi, moszawy Kefar Zetim i Tefachot, wioski komunalne Massad, Micpe Netofa, Awtaljon i Hararit, oraz wioska młodzieżowa Hodajot. Na południe od miasteczka znajduje się wojskowa baza szkoleniowa Havat haSzomer.

## Demografia
Zgodnie z danymi Izraelskiego Centrum Danych Statystycznych w 2006 w miasteczku żyło 4,4 tys. mieszkańców, w tym 28,3% Arabowie muzułmanie i 71,6% Arabowie chrześcijanie.
Populacja osady pod względem wieku (dane z 2006):
| Wiek (w latach) | Procent populacji w % |
| --------------- | --------------------- |
| 0-4             | 9,9%                  |
| 5-9             | 10,6%                 |
| 10-14           | 10,4%                 |
| 15-19           | 9,7%                  |
| 20-29           | 17,4%                 |
| 30-44           | 19,8%                 |
| 45-59           | 13,9%                 |
| ponad 60        | 8,3%                  |

Źródło danych: Central Bureau of Statistics.

## Historia
Pierwotnie w miejscu tym znajdowała się żydowska osada Ajlabo (hebr. עיילבו), która jest wzmiankowana w Talmudzie i Misznie. Prawdopodobnie została ona zniszczona w I wieku. W średniowieczu żydowscy pielgrzymi przychodzili do tutejszego grobu rabina Mattia ben Charasze. W 1596 w wiosce Ajlabun mieszkało 13 muzułmańskich rodzin. W późniejszych latach wioskę zamieszkiwała duża populacja chrześcijańskich Arabów.
Podczas I wojny izraelsko-arabskiej w 1948 w wiosce stacjonowały siły Arabskiej Armii Wyzwoleńczej. W trakcie operacji Hiram w dniu 30 października 1948 na obrzeżach Ajlabun doszło do bitwy, w której Izraelczycy stracili cztery samochody pancerne i 6 rannych żołnierzy. Następnie izraelscy żołnierze wkroczyli do wioski. Mieszkańcy przywitali ich białymi flagami, a negocjacje w sprawie poddania wioski prowadzili czterej lokalni księża. Większość mieszkańców ukryła się w dwóch kościołach. Izraelczycy mieli wielki żal, ponieważ miesiąc wcześniej w wiosce doszło do procesji⁣, w której miano nieść głowy dwóch zabitych izraelskich żołnierzy. Żołnierze nakazali wszystkim mieszkańcom zebrać się na głównym placu. W trakcie wychodzenia z kościoła został zastrzelony jeden stary człowiek. Izraelski dowódca rozkazał pozostałym (800 osób) iść pieszo do położonej 5 kilometrów na północ wioski Maghar. Dowódca i dwóch żołnierzy oddzieliło 17 młodych mężczyzn, z których 12 rozstrzelano. Pozostałych pięciu wykorzystano jako żywe tarcze do ochrony swoich pojazdów opancerzonych, i później wysłali ich do obozu jenieckiego. Natomiast mieszkańcy po dotarciu do Maghar, zostali skierowani dalej do wioski Kafar Inan. W jej pobliżu został zastrzelony stary człowiek, podnosząc w ten sposób liczbę ofiar cywilnych do 14 osób. Dalsza droga wysiedleńców prowadziła do wioski Farradijja, gdzie spędzili noc. Dalej poszli do Mirun, gdzie spędzili trzy noce. Stąd wysiedleńcy zostali przewiezieni do wioski Rumajsz w Libanie. Masakra została udokumentowana w raporcie międzynarodowych obserwatorów UNTSO. Na wiosnę 1949 izraelskie władze wyraziły zgodę na powrót mieszkańców do Ajlabun.
W 1959 wioskę podłączono do krajowego systemu wodociągowego, a w 1968 wioska została zelektryfikowana. W 1973 Ajlabun uzyskała status samorządu lokalnego.

## Edukacja
W miejscowości znajduje się jedna szkoła podstawowa i jedno gimnazjum.

## Gospodarka
Zgodnie z danymi Izraelskiego Centrum Danych Statystycznych w 2007 przeciętne wynagrodzenie w Ajlabun wynosiło 5 054 NIS (średnia krajowa 6 743 NIS).

## Komunikacja
Wzdłuż zachodniej granicy miasteczka przebiega droga nr 806, którą jadąc na północ dojeżdża się do skrzyżowania z drogą nr 805 i dalej do miasteczka, lub jadąc na południe dojeżdża się do drogi ekspresowej nr 65 (Kaddarim-Hadera).